# Arthur Archer
Arthur Archer (1874 – 1940) var en engelsk professional fodboldspiller, der spillede som forsvar. Han er født i Derby. Archer spillede 170 kampe i alle turneringer for Small Heath i en fire-fem årig periode, deriblandt over 150 kampe i the Football League.

## Titler
- med Small Heath
  - Second Division 2. plads: 1900–01